# Polyommatus albolunulata
Polyommatus albolunulata är en fjärilsart som beskrevs av Tutt 1910. Polyommatus albolunulata ingår i släktet Polyommatus och familjen juvelvingar. Inga underarter finns listade i Catalogue of Life.